# صالح الهليل
صالح الهليل واسمه صالح بن عبد العزيز بن عثمان بن هليل عالم وقاض سعودي.

## ولادته ونشأته
ولد في بلدة العذار بالدلم سنة 1327هـ. وبدأ تعليمه على يد والده الذي كان إمام جامع البلدة، والقائم بالحسبة فيها، فحفظ كثيرا من كتب الفقه والتوحيد والتفسير، وخلف والده بعد وفاته في إمامة المسجد.

## علمه
حفظ القرآن الكريم في سنة واحدة على يد إبراهيم بن جساس، ثم انتقل إلى الرياض في سبيل طلب العلم ودرس على يد الشيخ محمد بن إبراهيم آل الشيخ ثم رجع إلى الدلم وأكمل دراسته على يد الشيخ عبد العزيز بن باز، ولازمه حتى تم تعيينه قاضيا.

## عمله
عُين قاضيا في محكمة وادي الدواسر والسليل في رجب 1371هـ، ثم نقل إلى محكمة الأفلاج في عام 1374 وبقي فيها خمس سنوات، وفي سنة 1380هـ نقل إلى المحكمة الكبرى بالرياض في عهد الملك سعود بن عبد العزيز، وفي سنة 1384هـ نقل إلى محكمة حوطة بني تميم ومكث قاضيا فيها اثني عشر عاما تقريباً حتى أحيل إلى التقاعد وذلك عام 1395هـ. عمل في القضاء 24 عاما، بعدها انتقل إلى الدلم وتولى إمامة جامع العذار خلفا لأبيه.

## مرضه ووفاته
عندما كبر بالعمر عانى من المرض الذي أقعده ولم يعد قادرا على المشي، حيث أدخل مستشفى الملك خالد الخرج، وبقي فيها أسبوعا قبل أن يُتوفي في 13 ذو القعدة 1421هـ.